# RRS Sir David Attenborough
RRS Sir David Attenborough je britská výzkumná loď určená pro službu v Antarktidě a Arktidě. Je pojmenována na počest britského přírodovědce a popularizátora vědy sira Davida Attenborougha.

## Stavba

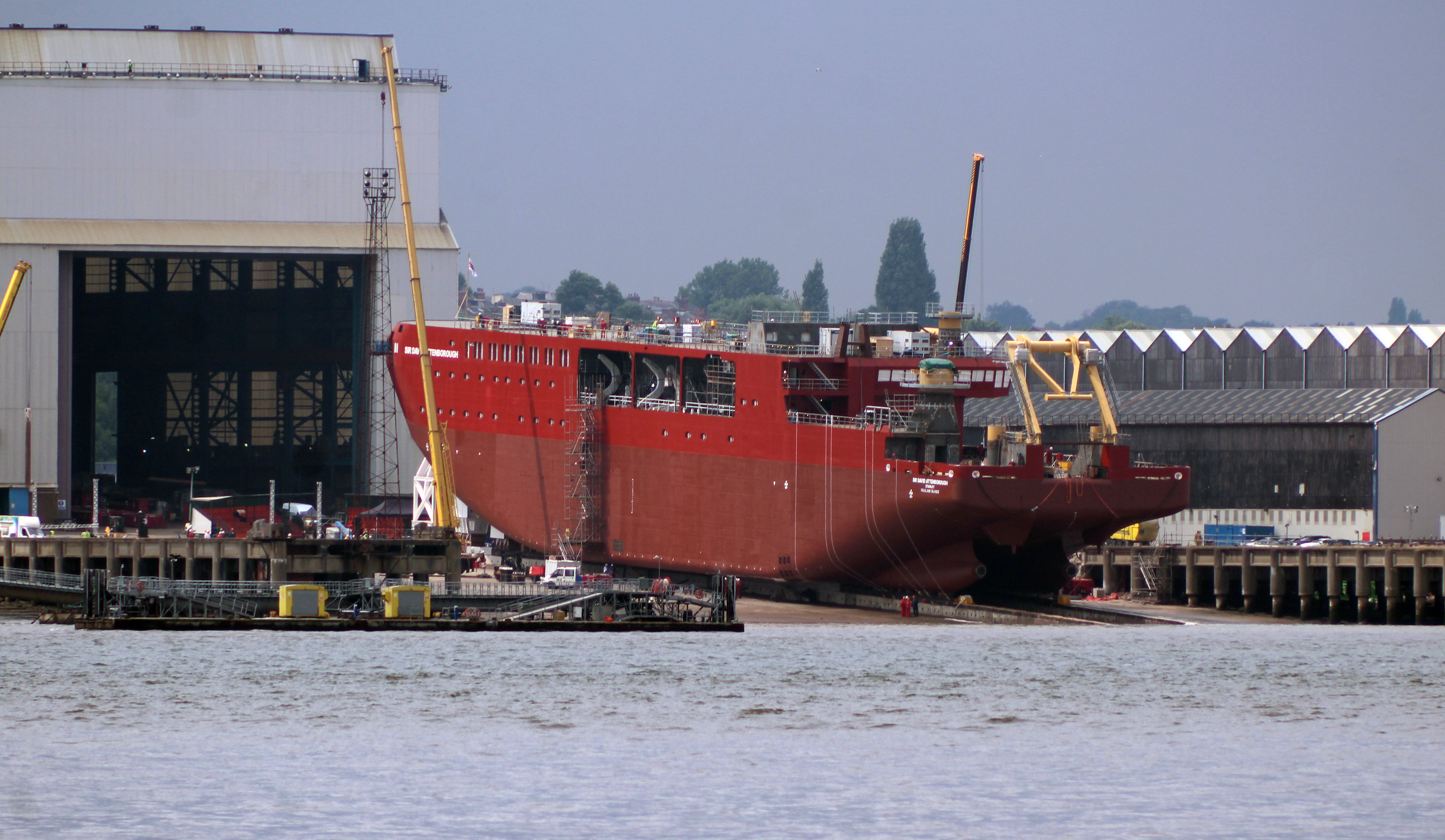
Sir David Attenborough během spuštění na vodu

V dubnu 2014 byl zveřejněn záměr na stavbu polární výzkumné lodě v ceně 200 milionů liber. Dne 12. října 2015 bylo zveřejněno, že kontrakt na stavbu plavidla získala loděnice Cammell Laird v Birkenheadu, přičemž termín dokončení lodi byl stanoven na rok 2019.
Jméno nového plavidla měla vybrat veřejnost v internetovém hlasování. Veřejností bylo zasláno více než 7000 návrhů. Nejvíce hlasů (více než 124 000) získal žertovný název Boaty McBoatface (Loďák McLoďovič). Dne 6. května 2016 britský ministr pro vědu Jo Johnson oznámil, že pro nové plavidlo bylo vybráno jméno, které se umístilo na čtvrtém místě s více než 11 000 hlasy – RSS Sir David Attenborough. Stalo se tak několik dní před 90. narozeninami tohoto britského přírodovědce a popularizátora vědy ve vysílání BBC. Jo Johnson zároveň uvedl, že jméno Boaty McBoatface ponese alespoň jedna z dálkově ovládaných miniponorek, které nová vědecká loď ponese na palubě.
Stavba plavidla byla zahájena v říjnu 2016 a na vodu bylo spuštěno v červenci 2018. V září 2019 byla loď slavnostně pojmenována. Na první zkušební plavbu plavidlo vyplulo 21. října 2020.

## Konstrukce

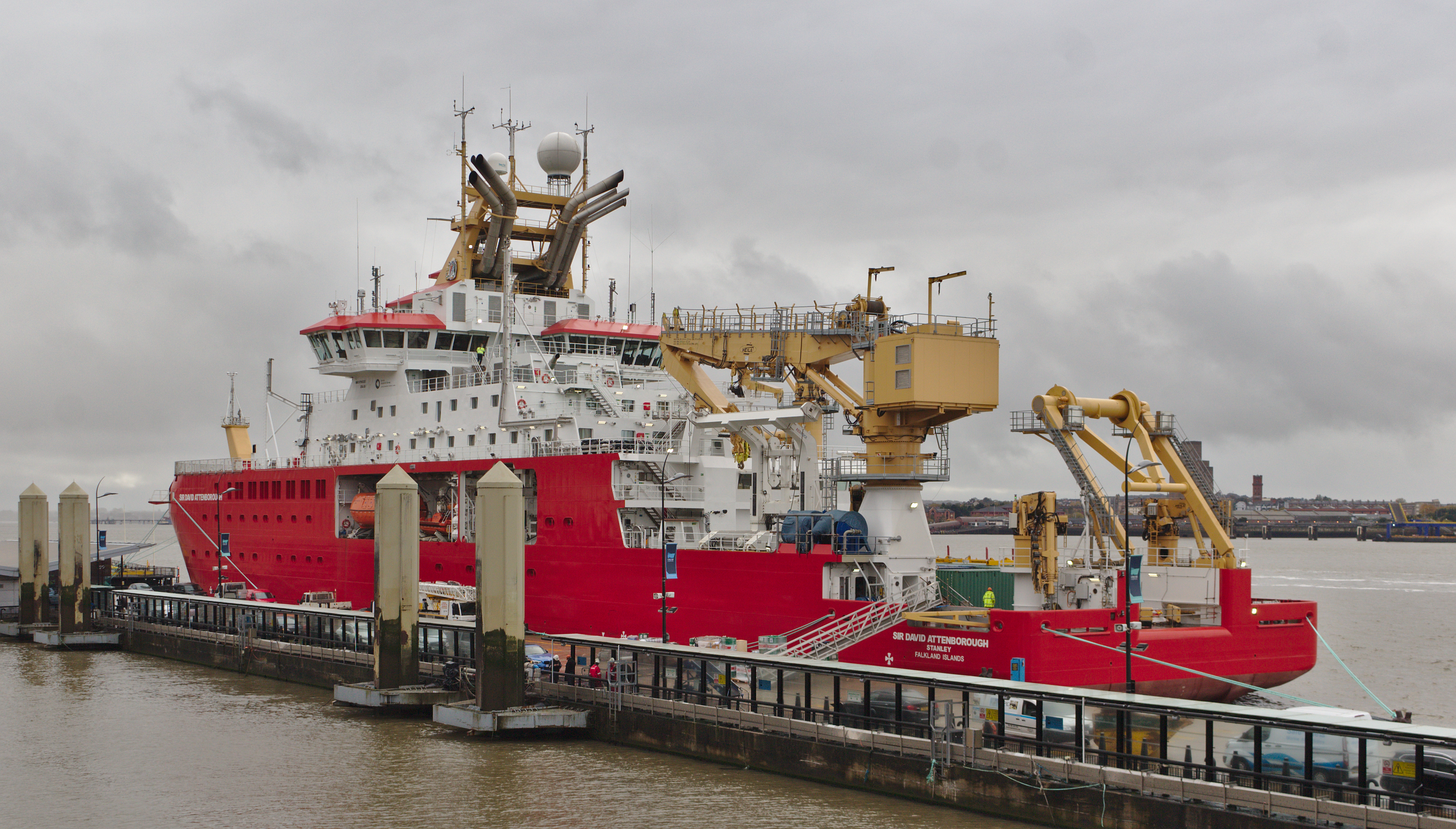
Sir David Attenborough

Posádku plavidla bude tvořit cca 30 námořníků, přičemž na palubě budou kajuty pro asi 60 vědců. Plavidlo ponese dálkově ovládané a robotické průzkumné prostředky. Autonomie bude 60 dní na moři. Na palubě bude přistávací plocha pro vrtulník. Plánovaný dosah je 19 000 námořních mil při rychlosti 13 uzlů. Plavidlo má být schopno plavby ledem o síle až 1 m.